# Ширина колеи в Словакии
Ширина колеи в Словакии
Большинство железнодорожных линий Словакии имеют ширину колеи равную 1435 мм. Но также встречаются и другие размеры колеи:

## Широкая колея
Две линии, соединяющие Словакию с Украиной, имеют ширину колеи, равную 1520 мм.
- Ужгород — Кошице (точнее до деревни Ганиска, эксплуатация начата в 1966 году — см. Ширококолейная линия Ужгород — Кошице)
- Чоп — Требишов (точнее до деревни Добра)

25 ноября 2008 года, Россия, Украина и Словакия подписали трехсторонний меморандум о прокладке широкой колеи на границе с Австрией. 30 апреля 2009, австрийский канцлер Вернер Файману объявил, что его правительство поддерживает строительство от австрийско-словацкой границы к Вене.

## Узкоколейные дороги

### Метровая колея — 1000 мм
- Татранская электрифицированная железная дорога
  - Попрад-Татры — Стары Смоковец — Штрбске-Плесо
  - Татранска Ломница — Стары Смоковец
  - Штрбске-Плесо — Штрба

### Колея 760 мм
- Тренчьянске Теплице — Тренчьянска Тепла
- Čierny Hron River Railway
- Orava-Kysuce Forrest Railway
- Váh' River Forrest Railway